# Junction City, Kansas
Junction City là một thành phố thuộc quận Geary, tiểu bang Kansas, Hoa Kỳ. Năm 2010, dân số của xã này là 23353 người.

## Dân số
Dân số các năm:
- Năm 2000: 18886 người
- Năm 2010: 23353 người